# Treboch
Treboch (en macédonien Требош ; en albanais Treboshi) est un village du nord-ouest de la Macédoine du Nord, situé dans la municipalité de Jelino. Le village comptait 2388 habitants en 2002. Il est majoritairement albanais.

## Démographie
Lors du recensement de 2002, le village comptait :
- Albanais : 2 372
- Macédoniens : 7
- Serbes : 1
- Autres : 8